# Calophaca pskemica
Calophaca pskemica är en ärtväxtart som beskrevs av Gorbunova. Calophaca pskemica ingår i släktet Calophaca och familjen ärtväxter. Inga underarter finns listade i Catalogue of Life.